# Sarah Aldrich
Sarah Aldrich (Mission Hills (Californië), 10 februari 1970) is een Amerikaans actrice.

## Biografie
Aldrich is geboren in Mission Hills (Californië), maar bracht haar kinderjaren door in Noord Californië. Zij haalde haar diploma theater op de Universiteit van Californië in Los Angeles.
Aldrich begon in 1996 met acteren in de televisieserie Silk Stalkings. Hierna heeft ze meerdere rollen gespeeld in televisieseries en televisiefilms zoals Days of Our Lives (1996-1997), Beverly Hills, 90210 (1998), General Hospital (1998-2000), Port Charles (1998-2000) en Cold Case (2005-2010).

## Filmografie

### Films
Uitgezonderd korte films.
- 2019 Killing Your Daughter - als Jeannette
- 2019 Stressed to Death - als Victoria Garrett
- 2013 Gus - als verpleegster Butcher
- 2009 The Inner Circle – als Cora Dugan
- 2008 Drived – als Lilly White
- 2006 Big Bad Wolf – als Gwen Cowley
- 2005 Miracle at Sage Creek – als Mary
- 2005 The Drifter – als slachtoffer
- 2005 Ordinary Miracles – als Miranda Powell
- 2005 Trees Grow Tall and Then They Fall – als Hilly
- 2004 The Speeding Ticket – als Sophie
- 2003 Pledge of Allegiance – als Cheyenne / Emily
- 2002 The Syndicate – als de kind
- 2001 Becoming Irish – als Ierse vrouw
- 2001 Backroad Motel – als Angel
- 1997 Born Into Exile – als Jolene

### Televisieseries
Uitgezonderd eenmalige gastrollen.
- 2017 Bosch - als Ramona Niese - 3 afl.
- 2005 – 2010 Cold Case – als Megan Easton – 2 afl.
- 1999 The Phantom Eye – als Catherine Winters – miniserie
- 1998 – 2000 Port Charles – als Courtney Kanelos - 366 afl.
- 1998 Beverly Hills, 90210 – als Gwyneth Adair – 2 afl.
- 1997 The Young and the Restless – als Victoria Newman - 7 afl.

- Library of Congress Control Number: no2010123927
- Virtual International Authority File: 124743455
- WorldCat: E39PBJp68cTTcXh7WcMdhXGvHC